# Synageles morsei
Synageles morsei är en spindelart som beskrevs av Logunov, Marusik 1999. Synageles morsei ingår i släktet Synageles och familjen hoppspindlar. Inga underarter finns listade i Catalogue of Life.